# 야마무라 소

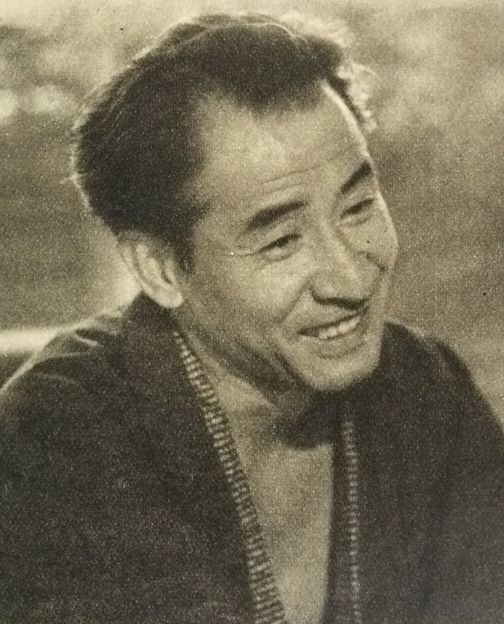

야마무라 소(古賀 寛定, 1910년 2월 24일 ~ 2000년 5월 26일)는 일본의 영화 감독, 배우이다.
덴리시에서 태어났으며 도쿄에서 사망하였다. 사인은 심근 경색이다.

## 영화
- 고질라 19 - 고질라 대 킹기드라 (1991년)
- 도쿄 보델로 (1987년)
- 겅호 (1986년) - 미스터 사카모토 역
- 2대 두목은 크리스찬 (1985년)
- 남극 이야기 (1983년) - 센초 이와키리 역
- 아들을 동반한 검객 4 (1972년)
- 일본의 가장 긴 하루 (1967년)
- 우츠쿠시사 토 가나시미 토 (1965년)
- 아레가 미나토 노 히 다 (1961년)
- 인간의 조건 (1959년)
- 안주코 (1958년)
- 바바리언과 게이샤 (1958년)
- 웬 잇 레인스, 잇 푸어스 (1957년)
- 구멍 (1957년)
- 동경의 황혼 (1957년)
- 한낮의 암흑 (1956년)
- 이른 봄 (1956년)
- 버든 오브 러브 (1955년)
- 아시타 쿠루 히토 (1955년)
- 아이 스레바 코소 (1955년)
- 청춘괴담 (1955년)
- 양귀비 (1955년)
- 산의 소리 (1954년)
- 탁한 강 (1953년)
- 동경 이야기 (1953년) - 히라야마 코이치 역
- 현대인 (1952년)
- 다리가 불편한 여자 (1952년)
- 무사시노 부인 (1951년)
- 유키 부인의 초상 (1950년)
- 무네카타 자매들 (1950년)
- 비밀스런 삶의 24시 (1947년)
- 여배우 스마코의 사랑 (1947년)